# Raymond Lee Stewart
Raymond Lee Stewart (* 21. Januar 1952 in Burlington, North Carolina; † 18. September 1996 in Crest Hill, Illinois) war ein US-amerikanischer Serienmörder.

## Leben
Raymond Lee Stewart wuchs in einem von Gewalt geprägten Elternhaus auf, in dem sein Vater die neun Kinder wie auch die eigene Ehefrau mehrmals misshandelte. In jungen Jahren zog die Familie nach Rockford, Illinois. Im Alter von 16 Jahren warf ihn sein Vater im Jahr 1968 auf die Straße und drohte ihm an, nie mehr zurückzukommen. Kurz danach musste er die High School in South Beloit verlassen, weil er in einem Streit mit Mitschülern über politische Differenzen diese niedergeschlagen hatte. Ab diesem Zeitpunkt schlug sich Stewart mit Gelegenheitsjobs mehr schlecht als recht durch.
Im Jahr 1973 beging er kleinere Diebstähle, überfiel aber auch Tankstellen, um zu Geld zu kommen. Die Staatsanwaltschaft konnte ihm vier Fälle zur Last legen. Als Konsequenz seines Handelns wurde er zu einer Freiheitsstrafe von mindestens fünf, maximal 15 Jahren verurteilt. 1979 wurde er nach sechs Jahren wegen guter Führung entlassen. Danach lebte Stewart kurze Zeit wieder in North Carolina, doch Ende 1980 kehrte er nach Rockford zurück. Als er erfuhr, dass seine Freundin eine uneheliche Tochter geboren hatte, und er bei der Geburt nicht anwesend war, worauf er großen ideologischen Wert legte, begann er vermehrt Wut zu verspüren. Im Dezember 1980 bedrohte er mit einer Waffe seinen Vermieter, der sich geweigert hatte, die Kaution in der Höhe von 50 Dollar zurückzuzahlen.
Am 27. Januar 1981 begann sein siebentägiger Amoklauf, der in der Geschichte der mittelgroßen Stadt Rockford einen großen Eindruck hinterlassen hatte. Der 54 Jahre alte Willie Fredd und sein 20-jähriger Neffe Albert Pearson wurden im kleinen Laden Fredd's Grocery erschossen. Mit Ausnahme von Zigaretten, deren Stummeln später in Stewarts Motelzimmer gefunden wurden, hatte der Täter nichts an Sachwert gestohlen.
Am Morgen des 28. Januar 1981 fand man im Lagerraum einer Tankstelle, rund eineinhalb Kilometer von Fredd's Grocery entfernt, den Leichnam des 18 Jahre alten Angestellten Kevin Kaiser, dem der Täter zunächst viermal in den Rücken und einmal post mortem ins Gesicht geschossen hatte. Erneut wurde nichts gestohlen; allerdings gab es Zeugen, die einen Afroamerikaner als möglichen Täter sich vom Tatort entfernen sahen.
Wiederum einen Tag später, am 29. Januar 1981, fand man den schwer verwundeten 35 Jahre alten Tankstellenangestellten Kenny Foust, dem man zweimal ins Gesicht und einmal in den Nacken geschossen hatte. Foust wurde zwar ins Rockford Memorial Hospital gebracht, wo er jedoch seinen Verwundungen erlag. Dieses Mal hatte der Täter 150 Dollar gestohlen. Ballistische Tests ergaben, dass der Revolver, mit dem Foust erschossen worden war, jener war, mit dem man Willie Fredd und Albert Pearson getötet hatte. Nun ging man von einem Serienmörder aus.
Raymond Stewart hatte jedoch Rockford längst verlassen und war mit dem Auto in den Nachbar-Bundesstaat Wisconsin gefahren. Hier beging er am 2. Februar 1981, in der Kleinstadt Beloit seinen fünften und sechsten Mord, gleichzeitig seine letzten Taten. Der 21 Jahre alte Richard Boeck, der Manager einer RadioShack-Filiale wurde zusammen mit dem 26 Jahre alten Kunden Donald Rains tot auf der Rückseite des Ladens gefunden.
Da Zeugen wie im Fall Kevin Kaiser einen Afroamerikaner vom Tatort flüchten sahen, und dieses Mal die Bundesstaatengrenze überschritten war, wurde das FBI eingeschaltet. Diese erstellten sofort ein Profil, das bald auf Raymond Lee Stewart als möglichen Täter hindeutete. Dieser war inzwischen in das Haus seines Cousins, nach Greensboro, North Carolina geflohen. Hier wurde er am 21. Februar 1981 von der Polizei verhaftet.
Raymond Lee Stewart wurde wegen sechs Morden angeklagt, und zum Tod verurteilt. Vor Gericht zeigte er keine Reue, verachtete seine Opfer und gab dem "System" die Schuld. Er verachtete Weiße, weil es Weiße waren, die zwei seiner Jugendidole, John F. Kennedy und Martin Luther King. ermordet hatten. Sein erstes Opfer, Willie Fredd, musste auch deswegen sterben, weil ihn dieser in den 1970er Jahren bei der Polizei wegen eines Einbruchs in seinem Warenhaus angezeigt hatte.
Im April 1982 gelang es Stewart, in einem Ölfass versteckt, aus dem Gefängnis zu fliehen, doch wurde er nach nur rund zwei Stunden, in denen er in Freiheit war, wieder eingefangen.
In den 1990er Jahren versuchte Stewart durch ein tadelloses Benehmen im Gefängnis eine Begnadigung zu erreichen. Obwohl er nicht katholisch war, gelang es ihm sogar, dass der damalige Erzbischof von Chicago, Joseph Kardinal Bernardin, der an Bauchspeicheldrüsenkrebs litt und auch nur noch wenige Monate zu leben hatte, ihn in der Todeszelle besuchte, um mit ihm zu beten. Doch eine Begnadigung für Stewart wurde auch vom republikanischen Gouverneur von Illinois, Jim Edgar, abgelehnt.
Am 18. September 1996 wurde Raymond Lee Stewart im Alter von 44 Jahren im Stateville Correctional Center durch die Giftspritze hingerichtet.